# Ellicott (Colorado)
Ellicott es un lugar designado por el censo ubicado en el condado de El Paso en el estado estadounidense de Colorado. En el Censo de 2010 tenía una población de 1.131 habitantes y una densidad poblacional de 40,14 personas por km².

## Geografía
Ellicott se encuentra ubicado en las coordenadas 38°49′32″N 104°22′58″O / 38.82556, -104.38278. Según la Oficina del Censo de los Estados Unidos, Ellicott tiene una superficie total de 28.18 km², de la cual 28.18 km² corresponden a tierra firme y (0%) 0 km² es agua.

## Demografía
Según el censo de 2010, había 1.131 personas residiendo en Ellicott. La densidad de población era de 40,14 hab./km². De los 1.131 habitantes, Ellicott estaba compuesto por el 80.02% blancos, el 0.97% eran afroamericanos, el 2.12% eran amerindios, el 0.18% eran asiáticos, el 0.09% eran isleños del Pacífico, el 12.82% eran de otras razas y el 3.8% pertenecían a dos o más razas. Del total de la población el 21.04% eran hispanos o latinos de cualquier raza.